# Gonomyia (Leiponeura) insolita
Gonomyia (Leiponeura) insolita is een tweevleugelige uit de familie steltmuggen (Limoniidae). De soort komt voor in het Neotropisch gebied.